# عبد الرزاق محمد صالح بليلة
عبد الرزاق محمد صالح بليلة إعلامي سعودي.

## عنه
ولد عام 1339 هـ، 1920م في مكة المكرمة، تلقى تعليمه الأولي فيها ثم التحق بكلية الشريعة والدراسات الإسلامية وحصل منها على البكالوريوس 1383 هـ، 1963م، التحق بوظيفة كاتب بمديرية الأمن بمكة المكرمة 1357 هـ - 1364 هـ ليتفرغ بعدها لتأسيس مكتبة الثقافة بمكة المكرمة مع زميلة الشيخ صالح محمد جمال، في 1368 هـ 1949م التحق بالعمل موظفا بمديرية المعارف بمكة المكرمة وتنقل في عدد من وظائفها الإدارية والتعليمية حتى أحيل للتقاعد في عام 1404 هـ، اشتغل بالعمل الصحفي خلال فترة عمله بالمعارف كمحرر غير متفرغ في جريدة البلاد وقد زاول التعليق الرياضي خلال الفترة ويعتبر من الرواد في هذا المجال، وكان أول من حرر صفحة أسبوعية طريفة تحتوي على أخبار خفيفة ومقتطفات أدبية تحت مسمى (مجلة البلاد) وكان يوقع مقالاته بـ (عين) سواء في البلاد أو حراء أو الندوة، شغل عضوية العديد من الهيئات واللجان من أبرزها الهيئة التأسيسية لصندوق البر بمكة المكرمة، ولجنة النشر العربية التي تأسست في عام 1366 هـ 1947م

## وطني الحبيب
للأديب الشيخ عبد الرزاق بليله قصة طريفه مع أغنية (وطني الحبيب)
كان الأديب والصحفي عبد الرزاق بليله مشهورا ومعروفا في الأوساط الإعلامية حيث تتلمذ على يديه أعلام الإعلام، وبحكم الشهرة، اختلط على التلفزيون السعودي الامر، فكتبوا القصيدة بإسمه في التتر الخاص بالأغنية، بدلا من المؤلف الحقيقي السيد مصطفى بليله، إلا أنه كان دوما ما يعلن ويؤكد أنه لم يكتبها، وإنها من كلمات السيد مصطفى وكان دوما يؤكد الملكية الفكرية لها، حفاظا واحتراما لحقوق المؤلف.